# Riviera Trasporti
Riviera Trasporti, concessionaria del trasporto pubblico in provincia di Imperia.
L'azienda svolge servizio in tutti i comuni della provincia di Imperia e nel comune di Andora in provincia di Savona.
L'azienda dispone di 197 autobus per il servizio urbano ed extraurbano, di cui 13 filobus e 15 bus granturismo dedicati al noleggio.

## Storia
La società è stata costituita il 7 gennaio 1975 con la ragione sociale "Società Trasporti Pubblici Riviera dei Fiori S.p.A.", fino alla fusione con la STEL di Sanremo, avvenuta il 20 dicembre 1983, quando ha proseguito l'attività con l'attuale denominazione.

## Azionisti
- 84% circa delle azioni è della provincia di Imperia,
- 14% dal comune di Sanremo
- 2% della quota societaria è suddiviso tra i comuni di Camporosso, Dolcedo, Imperia, Ospedaletti, Taggia, Vallecrosia, Ventimiglia e dalla Comunità Montana dell'Olivo e Alta Valle Arroscia[3].

## Sistema tariffario
Dal 1º luglio 2018 è in vigore il nuovo sistema tariffario suddiviso in quattro zone equipollenti:
- zona rossa (da Ponte San Luigi a Madonna della Ruota più entroterra);
- zona verde (da Madonna della Ruota a Bivio Aregai più entroterra);
- zona gialla (da Bivio Aregai a Cervo (Porteghetto) più entroterra e Val Arroscia);
- zona blu (da Cervo ad Andora più entroterra).

## Rimesse
L'azienda dispone delle seguenti rimesse:
- deposito di Imperia, sede centrale;
- deposito di Sanremo;
- autostazione di Sanremo.